# Salyersville (Kentucky)
Salyersville es una ciudad ubicada en el condado de Magoffin en el estado estadounidense de Kentucky. En el Censo de 2020 tenía una población de 1591 habitantes y una densidad poblacional de 248,21 personas por km².

## Geografía
Salyersville se encuentra ubicada en las coordenadas 37°44′30″N 83°3′49″O / 37.74167, -83.06361. Según la Oficina del Censo de los Estados Unidos, Salyersville tiene una superficie total de 6.47 km², de la cual 6.41 km² corresponden a tierra firme y (1.04%) 0.07 km² es agua.

## Demografía
Según el censo de 2010, había 1883 personas residiendo en Salyersville. La densidad de población era de 290,93 hab./km². De los 1883 habitantes, Salyersville estaba compuesto por el 97.77% blancos, el 0.05% eran afroamericanos, el 0.32% eran amerindios, el 0% eran asiáticos, el 0% eran isleños del Pacífico, el 1.22% eran de otras razas y el 0.64% pertenecían a dos o más razas. Del total de la población el 2.28% eran hispanos o latinos de cualquier raza.